# Heckler & Koch HK33
Heckler & Koch HK33 — німецький автомат, розроблений компанією Heckler & Koch на основі автоматичної гвинтівки HK G3. Основними відмінностями HK 33 від G3 стали менші калібр, маса і розміри. Механіка ж зброї не піддалася змінам.
Можлива установка різних модулів ударно-спускового механізму, як з відсічкою черги, так і без неї. Ствольна коробка — штампована. Може встановлюватися 40-мм підствольний гранатомет і багнет-ніж, а також є можливість метання гвинтівкових гранат зі ствола (крім укорочених варіантів).
Ліцензія на виробництво HK 33 була продана турецькій фірмі MKEK, що почала з 1999 року виробництво автомата для турецької армії.

## Варіанти
- HK 33A2 — варіант з фіксованим пластиковим прикладом і можливістю стрільби безперервними чергами.
  - HK 33EA2 — експортний варіант 33A2, що відрізняється можливістю стрільби чергами з відсічкою по 3 постріли.
- HK 33A3 — варіант з телескопічним металевий прикладом з гумовим потиличником.
  - HK 33EA3 — експортний варіант 33A3, що відрізняється можливістю стрільби чергами з відсічкою по 3 постріли.
- HK 33KA3 — укорочений варіант зі стволом довжиною 322 мм і телескопічним прикладом. Установка 40-мм підствольного гранатомета і стрільба гвинтівковими гранатами неможлива.
  - HK 33EKA3 — експортний варіант 33KA3, що відрізняється можливістю стрільби чергами з відсічкою по 3 постріли.
- HK 53 — варіант HK 33KA3 з укороченим до 211 мм стволом, подовженим четирехщелевим полум'ягасником і цівкою, подібною до HK MP5. Установка підствольного гранатомета і багнет-ножа неможлива. Виготовлявся з 1975 року і використовувався спецпідрозділами GSG 9, SAS і SWAT.
  - HK 53 MIC — варіант HK 53 для екіпажів бойових машин.
- HK 13 — легкий ручний кулемет.
- HK 93 — самозарядний варіант для цивільного ринку.